# Rozalia Saulson
Rozalia Saulson z domu Feliks (ur. 1807, zm. 4 grudnia 1896 w Krakowie) – polska pisarka i tłumaczka pochodzenia żydowskiego, autorka pierwszego polskiego przewodnika turystycznego po Karkonoszach oraz pierwsza kobieta, która opublikowała żydowskie modlitwy w języku polskim.

## Życiorys
Była aktywna twórczo w latach 50–70. XIX wieku.
W roku 1850 opublikowała w języku polskim pierwszy polski (tzn. autorstwa Polaka, bo polskojęzyczne tłumaczenia niemieckich przewodników były już wcześniej wydawane) przewodnik turystyczny po Karkonoszach i Kotlinie Jeleniogórskiej pt.: Warmbrunn i okolice jego w 38 obrazach w 12tu wycieczkach przez pielgrzymkę w Sudetach, wyd. Korn, 1850 Wrocław (kolejne pełne wydania: 2000, Jelenia Góra i 2008. Wyd. AD REM, Jelenia Góra). 
Oprócz tego tłumaczyła z języka niemieckiego (dramat Natan mędrzec Lessinga wydany przez nią pod tytułem Natan w 1867 r.) i hebrajskiego (Osiemnaście kantyków z rytuałowych modlitw Izraelitów w 1865 r.). 
Była autorką modlitewnika Technyoth (jego strona tytułowa znajduje się w ekspozycji stałej Muzeum Historii Żydów Polskich Polin). Modlitewnik przeznaczony był dla Polek wyznania mojżeszowego, tj. postępowych Żydówek. Wstęp do modlitewnika napisał Markus Jastrow. Napisała również Dzieje Starego Testamentu, utwór dydaktyczny o Starym Testamencie, przeznaczony dla dzieci.
Kolejnym jej utworem była powiastka dydaktyczna Klonek. Obrazek ludowy z życia. W powiastce podejmowała temat moralności, a jej utwór przeznaczony był także dla chrześcijan. W 1879 roku wydała w Krakowie zbiór wierszy dla dzieci Wiązanka powiastek wierszem napisana i dziatwie polskiej na pamiątkę dnia uroczystości jubileuszowej J. I. Kraszewskiego w Krakowie, będący hołdem dla Józefa Ignacego Kraszewskiego
Zmarła w wieku 89 lat 4 grudnia 1896 w Krakowie.

## Twórczość
- Techynoth. Modlitwy dla polek wyznania mojżeszowego. 1861[13]
- Dzieje starego Testamentu z dodaniem dalszego ciągu historyi ludu izraelskiego aż do Machabeuszów, w pytanaich i odpowiedziach ułożone, i dla młodocianego wieku zastosowane. 1867, Warszawa
- Dzieje Starego testamentu z dodaniem dalszego ciągu historyi ludu izraelskiego aż do Machabeuszów, w pytanaich i odpowiedziach ułożone, i dla młodocianego wieku zastosowane, mianowicie dla młodzi wyznania Mojżeszowego służące. 1877, Kraków, Anczyc i Sp.